# Bahnstrecke Berlin–Lehrte
| | |                                                    |                                                    |
| Streckennummer (DB): | 6107 Berlin Hbf–Lehrte 6185 (parallel) SFS Spandau–Oebisfelde 6399 (parallel) Oebisfelde–Sülfeld (3. Gleis) |                                                    |                                                    |
| Kursbuchstrecke (DB): | Berlin–Stendal 301 Stendal–Wolfsburg 300 Wolfsburg–Lehrte |                                                    |                                                    |
| Kursbuchstrecke: | 96 (Dampf S-Bahn Wustermark – Spandau 1934) 185, 193 (Lehrte – Spandau Hbf 1934) 187 (Stendal – Spandau Hbf 1934) 208 (1946) 209f (Fallersleben – Wolfsburg 1946) 101c (Wustermark – Berlin Lehrt Bf 1946) B1 (DB-Auslandkursbuch Winter 1978/79) |                                                    |                                                    |
| Streckenlänge: | 239,3 km |                                                    |                                                    |
| Spurweite: | 1435 mm (Normalspur) |                                                    |                                                    |
| Streckenklasse: | D4 |                                                    |                                                    |
| Stromsystem: | 6107: Lehrte–Oebisfelde, 6107: Abzw Nahrstedt–Abzw Staffelde, 6107: Rathenow–Abzw Bamme, 6107: Wustermark–Berlin Hbf, 6399: Sülfeld–Vorsfelde, 6185: Oebisfelde–Berlin Spandau: 15 kV 16,7 Hz ~                                                   |                                                    |                                                    |
| Streckengeschwindigkeit: | 200 km/h |                                                    |                                                    |
| Zugbeeinflussung: | PZB, LZB |                                                    |                                                    |
| Zweigleisigkeit: | 6107: Lehrte–Oebisfelde, 6107: Abzw Nahrstedt–Abzw Staffelde, 6107: Berlin-Spandau–Berlin Hbf, 6185: SFS Oebisfelde–Berlin Spandau |                                                    |                                                    |
| | |                                                    |                                                    |
| \| \| \| von Hannover \| \| \| \| \| von und nach Celle \| \| \| \| 239,3 \| Lehrte \| Lehrte \| \| \| \| alte Trasse nach Hildesheim \| \| \| \| \| nach Hildesheim, nach Braunschweig \| \| \| \| \| A 2 \| \| \| \| 231,1 \| Immensen-Arpke (seit 1892/1893) \| Immensen-Arpke (seit 1892/1893) \| \| \| 223,9 \| Dollbergen \| Dollbergen \| \| \| \| Fuhse \| \| \| \| 219,7 \| Dedenhausen \| Dedenhausen \| \| \| \| Abzw Plockhorst \| \| \| \| \| nach Plockhorst (hoch) \| \| \| \| 216,3 \| Plockhorst (tief) Braunschweig–Celle \| Plockhorst (tief) Braunschweig–Celle \| \| \| 213,7 \| Meinersen \| Meinersen \| \| \| 211,8 \| Oker \| Oker \| \| \| 206,3 \| Leiferde (b Gifhorn) \| Leiferde (b Gifhorn) \| \| \| \| von Wieren \| \| \| \| \| von Braunschweig, bis 1913 \| \| \| \| 198,4 \| Gifhorn \| Gifhorn \| \| \| \| nach Braunschweig, ab 1913 \| \| \| \| \| Elbe-Seitenkanal-Tunnel (970 m) \| \| \| \| 192,1 \| Calberlah \| Calberlah \| \| \| \| Mittellandkanal \| \| \| \| \| \| \| \| \| 186,3 \| von Weddel \| von Weddel \| \| \| 22,0 \| Sülfeld (Abzw) \| Sülfeld (Abzw) \| \| \| 185,6 \| Wolfsburg-Fallersleben \| Wolfsburg-Fallersleben \| \| \| \| nach Braunschweig, bis 1942 \| \| \| \| 180,9 \| Wolfsburg Hbf \| Wolfsburg Hbf \| \| \| 176,5 \| Wolfsburg-Vorsfelde ehem. Personenbf \| Wolfsburg-Vorsfelde ehem. Personenbf \| \| \| 171,4 \| Danndorf \| Danndorf \| \| \| \| nach Schandelah, 1955–75 \| \| \| \| \| \| \| \| \| \| Aller; Landesgrenze Niedersachsen / Sachsen-Anhalt \| \| \| \| \| \| \| \| \| \| von Schandelah, bis 1945 \| \| \| \| \| von Helmstedt \| \| \| \| \| von Wittingen \| \| \| \| 267,9 167,3 \| Oebisfelde \| Oebisfelde \| \| \| \| nach Haldensleben \| \| \| \| \| (Überwerfungsbauwerk) \| \| \| \| \| \| \| \| \| \| nach Salzwedel \| \| \| \| \| Mittellandkanal (108 m) \| \| \| \| 157,7 \| Miesterhorst \| Miesterhorst \| \| \| 151,6 \| Mieste \| Mieste \| \| \| 145,2 \| Solpke \| Solpke \| \| \| 238,7 137,5 \| Gardelegen / Üst \| Gardelegen / Üst \| \| \| \| nach Haldensleben \| \| \| \| 131,3 \| Jävenitz \| Jävenitz \| \| \| 124,0 \| Uchtspringe \| Uchtspringe \| \| \| 117,8 \| Vinzelberg \| Vinzelberg \| \| \| \| (Beginn Südumfahrung Stendal) \| \| \| \| 216,8 115,8 \| Nahrstedt (Abzw) \| Nahrstedt (Abzw) \| \| \| 112,4 \| Möringen (Altm) \| Möringen (Altm) \| \| \| \| von Uelzen, von Wittenberge \| \| \| \| \| Stendal Gbf (Bft) \| \| \| \| 105,1 \| Stendal Hbf \| Stendal Hbf \| \| \| \| nach Magdeburg \| \| \| \| \| nach Tangermünde \| \| \| \| \| Stendal Vbf (Bft) \| \| \| \| \| Alstom Stendal, ehem. nach Borstel \| \| \| \| 99,9 \| Bindfelde (Abzw) \| Bindfelde (Abzw) \| \| \| \| \| \| \| \| \| (Ende Südumfahrung Stendal) \| \| \| \| 198,8 \| Staffelde (Abzw) \| Staffelde (Abzw) \| \| \| 97,1 \| Hämerten (bis 1998 Bf) \| Hämerten (bis 1998 Bf) \| \| \| \| Elbebrücke Hämerten (810 m) \| \| \| \| 192,3 92,3 \| Schönhausen (Elbe) / Schönhausen HGV \| Schönhausen (Elbe) / Schönhausen HGV \| \| \| \| nach Genthin \| \| \| \| \| nach Sandau \| \| \| \| \| Göhrener Damm \| \| \| \| 85,8 \| Schönhauser Damm \| Schönhauser Damm \| \| \| 83,4 \| Schmetzdorf \| Schmetzdorf \| \| \| 83,3 \| Landesgrenze S.-Anhalt / Brandenburg \| Landesgrenze S.-Anhalt / Brandenburg \| \| \| 79,4 \| Großwudicke \| Großwudicke \| \| \| \| Strategische Bahn nach Rathenow Nord \| \| \| \| \| Havel (230 m) \| \| \| \| \| von Brandenburg \| \| \| \| 170,9 70,9 \| Rathenow \| Rathenow \| \| \| \| nach Neustadt (Dosse) \| \| \| \| 165,6 65,6 \| Abzw Bamme \| Abzw Bamme \| \| \| 160,7 (60,7) \| Nennhausen \| Nennhausen \| \| \| 152,2 (52,2) \| Buschow \| Buschow \| \| \| 148,5 48,9 \| Abzw Ribbeck \| Abzw Ribbeck \| \| \| 43,5 \| Groß Behnitz \| Groß Behnitz \| \| \| \| Osthavelländische Kreisbahnen \| \| \| \| 35,7 \| Abzw Neugarten von Ketzin \| Abzw Neugarten von Ketzin \| \| \| 35,4 \| Neugarten \| Neugarten \| \| \| 131,3 31,3 \| Wustermark Awn (Abzw) \| Wustermark Awn (Abzw) \| \| \| \| von Nauen \| \| \| \| 130,5 30,4 \| Wustermark \| Wustermark \| \| \| \| Havelkanal (86 m) \| \| \| \| \| A 10 \| \| \| \| \| \| \| \| \| \| zum Außenring \| \| \| \| \| Berliner Außenring \| \| \| \| \| vom Außenring \| \| \| \| 26,3 \| Elstal \| Elstal \| \| \| \| Wustermark Rbf \| \| \| \| 24,1 \| Wustermark Rbf Wot (Abzw) \| Wustermark Rbf Wot (Abzw) \| \| \| 22,2 \| Dallgow-Döberitz \| Dallgow-Döberitz \| \| \| 18,5 \| Berlin-Staaken \| Berlin-Staaken \| \| \| \| Landesgrenze Brandenburg / Berlin \| \| \| \| 16,6 \| Berlin-Staaken Bstg \| Berlin-Staaken Bstg \| \| \| 115,9 15,9 \| Abzw Berlin Nennhauser Damm \| Abzw Berlin Nennhauser Damm \| \| \| \| von Hamburg \| \| \| \| 14,4 \| Berlin-Spandau Gbf \| Berlin-Spandau Gbf \| \| \| \| \| \| \| \| \| \| \| \| \| 112,7 12,7 \| Berlin-Spandau \| Berlin-Spandau \| \| \| \| Havel \| \| \| \| \| Berlin-Stresow \| \| \| \| \| Militäreisenbahn Spandau \| \| \| \| \| S-Bahnstrecke zur Stadtbahn \| \| \| \| 10,6 \| Berlin-Ruhleben Gbf \| Berlin-Ruhleben Gbf \| \| \| 110,3 10,4 \| \| \| \| \| \| zur Stadtbahn \| \| \| \| 8,7 \| Berlin Wiesendamm (Abzw) \| Berlin Wiesendamm (Abzw) \| \| \| \| zur Berliner Ringbahn \| \| \| \| \| Berlin Siemensstadt-Fürstenbrunn \| \| \| \| \| ehem. S-Bahnstrecke von Gartenfeld \| \| \| \| \| A 100 (Rudolf-Wissell-Brücke) \| \| \| \| \| von Westend \| \| \| \| \| von Westkreuz \| \| \| \| \| Spree \| \| \| \| 5,7 \| Berlin Jungfernheide \| Berlin Jungfernheide \| \| \| \| Charlottenburger Verbindungskanal \| \| \| \| \| Berlin Beusselstraße \| \| \| \| 3,3 \| Berlin-Moabit \| Berlin-Moabit \| \| \| \| Berlin Westhafen \| \| \| \| \| nach Wedding \| \| \| \| \| nach Gesundbrunnen und HuL \| \| \| \| \| von Gesundbrunnen \| \| \| \| \| von Wedding (geplant) \| \| \| \| \| \| \| \| \| \| Tunnel Nord-Süd-Fernbahn \| \| \| \| 0,0 \| Berlin Hbf Lehrter Bf (tief), Stadtbahn \| Berlin Hbf Lehrter Bf (tief), Stadtbahn \| \| \| 0,0 \| Berlin Lehrter Bahnhof \| Berlin Lehrter Bahnhof \| \| \| \| nach Südkreuz \| \| | |                                                    |                                                    |
| Strecke | | von Hannover                                       | von Hannover                                       |
| Abzweig geradeaus, nach links und von links | | von und nach Celle                                 | von und nach Celle                                 |
| Bahnhof | 239,3 | Lehrte                                             | Lehrte                                             |
| Abzweig geradeaus und ehemals nach rechts | | alte Trasse nach Hildesheim                        | alte Trasse nach Hildesheim                        |
| Abzweig geradeaus und nach rechts | | nach Hildesheim, nach Braunschweig                 | nach Hildesheim, nach Braunschweig                 |
| Strecke mit Straßenbrücke | | A 2                                                | A 2                                                |
| Bahnhof | 231,1 | Immensen-Arpke (seit 1892/1893)                    | Immensen-Arpke (seit 1892/1893)                    |
| Bahnhof | 223,9 | Dollbergen                                         | Dollbergen                                         |
| Brücke über Wasserlauf | | Fuhse                                              | Fuhse                                              |
| Haltepunkt / Haltestelle | 219,7 | Dedenhausen                                        | Dedenhausen                                        |
| ehemaliger Dienststation / Betriebs- oder Güterbahnhof | | Abzw Plockhorst                                    | Abzw Plockhorst                                    |
| Abzweig geradeaus und ehemals nach rechts | | nach Plockhorst (hoch)                             | nach Plockhorst (hoch)                             |
| ehemaliger Turmhaltepunkt geradeaus unten (Querstrecke außer Betrieb) | 216,3 | Plockhorst (tief) Braunschweig–Celle               | Plockhorst (tief) Braunschweig–Celle               |
| Bahnhof | 213,7 | Meinersen                                          | Meinersen                                          |
| Brücke über Wasserlauf | 211,8 | Oker                                               | Oker                                               |
| Haltepunkt / Haltestelle | 206,3 | Leiferde (b Gifhorn)                               | Leiferde (b Gifhorn)                               |
| Abzweig geradeaus und von links | | von Wieren                                         | von Wieren                                         |
| Abzweig geradeaus und ehemals von rechts | | von Braunschweig, bis 1913                         | von Braunschweig, bis 1913                         |
| Bahnhof | 198,4 | Gifhorn                                            | Gifhorn                                            |
| Abzweig geradeaus und nach rechts | | nach Braunschweig, ab 1913                         | nach Braunschweig, ab 1913                         |
| Tunnel bzw. Unterführung unter Wasserlauf | | Elbe-Seitenkanal-Tunnel (970 m)                    | Elbe-Seitenkanal-Tunnel (970 m)                    |
| Haltepunkt / Haltestelle | 192,1 | Calberlah                                          | Calberlah                                          |
| Brücke über Wasserlauf | | Mittellandkanal                                    | Mittellandkanal                                    |
| Verschwenkung von rechts | |                                                    |                                                    |
| Abzweig quer und von rechts · Abzweig geradeaus und von rechts | 186,3 | von Weddel                                         | von Weddel                                         |
| Blockstelle · Blockstelle | 22,0 | Sülfeld (Abzw)                                     | Sülfeld (Abzw)                                     |
| Bahnhof · Bahnhof | 185,6 | Wolfsburg-Fallersleben                             | Wolfsburg-Fallersleben                             |
| Abzweig geradeaus und ehemals nach rechts · Strecke | | nach Braunschweig, bis 1942                        | nach Braunschweig, bis 1942                        |
| Bahnhof · Bahnhof | 180,9 | Wolfsburg Hbf                                      | Wolfsburg Hbf                                      |
| Dienststation / Betriebs- oder Güterbahnhof · Dienststation / Betriebs- oder Güterbahnhof | 176,5 | Wolfsburg-Vorsfelde ehem. Personenbf               | Wolfsburg-Vorsfelde ehem. Personenbf               |
| ehemaliger Haltepunkt / Haltestelle · Strecke | 171,4 | Danndorf                                           | Danndorf                                           |
| Abzweig geradeaus und ehemals nach rechts · Strecke | | nach Schandelah, 1955–75                           | nach Schandelah, 1955–75                           |
| | |                                                    |                                                    |
| Grenze auf Brücke über Wasserlauf · Grenze auf Brücke über Wasserlauf | | Aller; Landesgrenze Niedersachsen / Sachsen-Anhalt | Aller; Landesgrenze Niedersachsen / Sachsen-Anhalt |
| | |                                                    |                                                    |
| Abzweig geradeaus und ehemals von rechts · Strecke | | von Schandelah, bis 1945                           | von Schandelah, bis 1945                           |
| Abzweig geradeaus und ehemals von rechts · Strecke | | von Helmstedt                                      | von Helmstedt                                      |
| Abzweig geradeaus und ehemals von links · Strecke | | von Wittingen                                      | von Wittingen                                      |
| Bahnhof · Dienststation / Betriebs- oder Güterbahnhof | 267,9 167,3 | Oebisfelde                                         | Oebisfelde                                         |
| Abzweig geradeaus und nach rechts · Strecke | | nach Haldensleben                                  | nach Haldensleben                                  |
| Strecke nach halblinks · Strecke nach halbrechts | | (Überwerfungsbauwerk)                              | (Überwerfungsbauwerk)                              |
| Strecke von halblinks · Strecke von halbrechts | |                                                    |                                                    |
| Strecke · Abzweig geradeaus und ehemals nach links | | nach Salzwedel                                     | nach Salzwedel                                     |
| Brücke über Wasserlauf · Brücke über Wasserlauf | | Mittellandkanal (108 m)                            | Mittellandkanal (108 m)                            |
| Strecke · Bahnhof | 157,7 | Miesterhorst                                       | Miesterhorst                                       |
| Strecke · Bahnhof | 151,6 | Mieste                                             | Mieste                                             |
| Strecke · Bahnhof | 145,2 | Solpke                                             | Solpke                                             |
| Überleitstelle / Spurwechsel · Bahnhof | 238,7 137,5 | Gardelegen / Üst                                   | Gardelegen / Üst                                   |
| Strecke · Abzweig geradeaus und ehemals nach links | | nach Haldensleben                                  | nach Haldensleben                                  |
| Strecke · Bahnhof | 131,3 | Jävenitz                                           | Jävenitz                                           |
| Strecke · Bahnhof | 124,0 | Uchtspringe                                        | Uchtspringe                                        |
| Strecke · Bahnhof | 117,8 | Vinzelberg                                         | Vinzelberg                                         |
| Abzweig geradeaus und nach links · Abzweig geradeaus und von rechts | | (Beginn Südumfahrung Stendal)                      | (Beginn Südumfahrung Stendal)                      |
| Blockstelle · Blockstelle | 216,8 115,8 | Nahrstedt (Abzw)                                   | Nahrstedt (Abzw)                                   |
| Strecke · Haltepunkt / Haltestelle, ehemals Bahnhof | 112,4 | Möringen (Altm)                                    | Möringen (Altm)                                    |
| Strecke · Abzweig geradeaus und von links | | von Uelzen, von Wittenberge                        | von Uelzen, von Wittenberge                        |
| Strecke · Dienststation / Betriebs- oder Güterbahnhof | | Stendal Gbf (Bft)                                  | Stendal Gbf (Bft)                                  |
| Strecke · Bahnhof | 105,1 | Stendal Hbf                                        | Stendal Hbf                                        |
| Kreuzung geradeaus oben · Abzweig geradeaus und nach rechts | | nach Magdeburg                                     | nach Magdeburg                                     |
| Kreuzung geradeaus oben · Abzweig geradeaus und nach rechts | | nach Tangermünde                                   | nach Tangermünde                                   |
| Strecke · Dienststation / Betriebs- oder Güterbahnhof | | Stendal Vbf (Bft)                                  | Stendal Vbf (Bft)                                  |
| Strecke · Abzweig geradeaus und nach links | | Alstom Stendal, ehem. nach Borstel                 | Alstom Stendal, ehem. nach Borstel                 |
| Strecke · Blockstelle | 99,9 | Bindfelde (Abzw)                                   | Bindfelde (Abzw)                                   |
| Strecke nach halblinks · Abzweig geradeaus und nach halbrechts | |                                                    |                                                    |
| Strecke von halblinks · Abzweig geradeaus und von halbrechts | | (Ende Südumfahrung Stendal)                        | (Ende Südumfahrung Stendal)                        |
| Strecke · Blockstelle | 198,8 | Staffelde (Abzw)                                   | Staffelde (Abzw)                                   |
| Haltepunkt / Haltestelle · Strecke | 97,1 | Hämerten (bis 1998 Bf)                             | Hämerten (bis 1998 Bf)                             |
| Brücke über Wasserlauf · Brücke über Wasserlauf | | Elbebrücke Hämerten (810 m)                        | Elbebrücke Hämerten (810 m)                        |
| Bahnhof · Dienststation / Betriebs- oder Güterbahnhof | 192,3 92,3 | Schönhausen (Elbe) / Schönhausen HGV               | Schönhausen (Elbe) / Schönhausen HGV               |
| Abzweig geradeaus und ehemals nach rechts · Strecke | | nach Genthin                                       | nach Genthin                                       |
| Abzweig geradeaus, ehemals nach links und ehemals von links · Strecke | | nach Sandau                                        | nach Sandau                                        |
| ehemalige Blockstelle · Strecke | | Göhrener Damm                                      | Göhrener Damm                                      |
| Dienststation / Betriebs- oder Güterbahnhof · Strecke | 85,8 | Schönhauser Damm                                   | Schönhauser Damm                                   |
| ehemalige Blockstelle · Strecke | 83,4 | Schmetzdorf                                        | Schmetzdorf                                        |
| Grenze · Grenze | 83,3 | Landesgrenze S.-Anhalt / Brandenburg               | Landesgrenze S.-Anhalt / Brandenburg               |
| Bahnhof · Strecke | 79,4 | Großwudicke                                        | Großwudicke                                        |
| Abzweig geradeaus und ehemals nach links · Strecke | | Strategische Bahn nach Rathenow Nord               | Strategische Bahn nach Rathenow Nord               |
| Brücke über Wasserlauf · Brücke über Wasserlauf | | Havel (230 m)                                      | Havel (230 m)                                      |
| Abzweig geradeaus und von rechts · Strecke | | von Brandenburg                                    | von Brandenburg                                    |
| Bahnhof · Dienststation / Betriebs- oder Güterbahnhof | 170,9 70,9 | Rathenow                                           | Rathenow                                           |
| Abzweig geradeaus, ehemals nach links und ehemals von links · Kreuzung geradeaus unten (Querstrecke außer Betrieb) | | nach Neustadt (Dosse)                              | nach Neustadt (Dosse)                              |
| Strecke nach links · Abzweig geradeaus und von rechts | 165,6 65,6 | Abzw Bamme                                         | Abzw Bamme                                         |
| Bahnhof | 160,7 (60,7) | Nennhausen                                         | Nennhausen                                         |
| Bahnhof | 152,2 (52,2) | Buschow                                            | Buschow                                            |
| Strecke von links · Abzweig geradeaus und nach rechts | 148,5 48,9 | Abzw Ribbeck                                       | Abzw Ribbeck                                       |
| Dienststation / Betriebs- oder Güterbahnhof · Strecke | 43,5 | Groß Behnitz                                       | Groß Behnitz                                       |
| Kreuzung geradeaus unten (Querstrecke außer Betrieb) · Strecke | | Osthavelländische Kreisbahnen                      | Osthavelländische Kreisbahnen                      |
| Abzweig geradeaus und von rechts · Strecke | 35,7 | Abzw Neugarten von Ketzin                          | Abzw Neugarten von Ketzin                          |
| ehemaliger Haltepunkt / Haltestelle · Strecke | 35,4 | Neugarten                                          | Neugarten                                          |
| Abzweig geradeaus und von links · Abzweig geradeaus und nach rechts | 131,3 31,3 | Wustermark Awn (Abzw)                              | Wustermark Awn (Abzw)                              |
| Abzweig geradeaus, ehemals nach links und ehemals von links · Strecke | | von Nauen                                          | von Nauen                                          |
| Bahnhof · Dienststation / Betriebs- oder Güterbahnhof | 130,5 30,4 | Wustermark                                         | Wustermark                                         |
| Brücke über Wasserlauf · Brücke über Wasserlauf | | Havelkanal (86 m)                                  | Havelkanal (86 m)                                  |
| Strecke mit Straßenbrücke · Strecke mit Straßenbrücke | | A 10                                               | A 10                                               |
| Verschwenkung von links · Verschwenkung von rechts · Verschwenkung von rechts | |                                                    |                                                    |
| Abzweig geradeaus und nach rechts · Strecke · Strecke | | zum Außenring                                      | zum Außenring                                      |
| Kreuzung geradeaus oben · Kreuzung geradeaus oben · Kreuzung geradeaus oben | | Berliner Außenring                                 | Berliner Außenring                                 |
| Abzweig geradeaus, von links und von rechts · Kreuzung geradeaus oben · Kreuzung geradeaus oben | | vom Außenring                                      | vom Außenring                                      |
| Strecke · Haltepunkt / Haltestelle · Strecke | 26,3 | Elstal                                             | Elstal                                             |
| Dienststation / Betriebs- oder Güterbahnhof · Strecke · Strecke | | Wustermark Rbf                                     | Wustermark Rbf                                     |
| Verschwenkung nach links · Verschwenkung nach rechts · Verschwenkung nach rechts | 24,1 | Wustermark Rbf Wot (Abzw)                          | Wustermark Rbf Wot (Abzw)                          |
| Haltepunkt / Haltestelle · Strecke | 22,2 | Dallgow-Döberitz                                   | Dallgow-Döberitz                                   |
| Dienststation / Betriebs- oder Güterbahnhof · Strecke | 18,5 | Berlin-Staaken                                     | Berlin-Staaken                                     |
| Grenze · Grenze | | Landesgrenze Brandenburg / Berlin                  | Landesgrenze Brandenburg / Berlin                  |
| Haltepunkt / Haltestelle · Strecke | 16,6 | Berlin-Staaken Bstg                                | Berlin-Staaken Bstg                                |
| Verschwenkung von links · Verschwenkung von links und von rechts | 115,9 15,9 | Abzw Berlin Nennhauser Damm                        | Abzw Berlin Nennhauser Damm                        |
| Strecke · Strecke · Strecke von links | | von Hamburg                                        | von Hamburg                                        |
| Dienststation / Betriebs- oder Güterbahnhof · Abzweig geradeaus und nach halblinks · Abzweig geradeaus und nach halbrechts | 14,4 | Berlin-Spandau Gbf                                 | Berlin-Spandau Gbf                                 |
| Strecke · Abzweig geradeaus und von halblinks · Abzweig geradeaus und von halbrechts | |                                                    |                                                    |
| Abzweig geradeaus und von links · Strecke nach rechts und von links · Strecke nach rechts | |                                                    |                                                    |
| Bahnhof · Bahnhof · S-Kopfbahnhof Streckenanfang | 112,7 12,7 | Berlin-Spandau                                     | Berlin-Spandau                                     |
| Brücke über Wasserlauf · Brücke über Wasserlauf · Brücke über Wasserlauf | | Havel                                              | Havel                                              |
| Strecke · Strecke · S-Bahn-Halt | | Berlin-Stresow                                     | Berlin-Stresow                                     |
| Kreuzung geradeaus oben · Kreuzung geradeaus oben · Kreuzung geradeaus oben | | Militäreisenbahn Spandau                           | Militäreisenbahn Spandau                           |
| Kreuzung geradeaus unten · Kreuzung geradeaus unten · Strecke nach rechts | | S-Bahnstrecke zur Stadtbahn                        | S-Bahnstrecke zur Stadtbahn                        |
| Dienststation / Betriebs- oder Güterbahnhof · Strecke | 10,6 | Berlin-Ruhleben Gbf                                | Berlin-Ruhleben Gbf                                |
| Abzweig geradeaus und nach links · Abzweig geradeaus, nach links und von rechts · Strecke von rechts | 110,3 10,4 |                                                    |                                                    |
| Kreuzung geradeaus unten · Strecke nach rechts und von links · Strecke nach rechts | | zur Stadtbahn                                      | zur Stadtbahn                                      |
| | 8,7 | Berlin Wiesendamm (Abzw)                           | Berlin Wiesendamm (Abzw)                           |
| Strecke nach rechts · Strecke | | zur Berliner Ringbahn                              | zur Berliner Ringbahn                              |
| ehemaliger S-Bahn-Halt | | Berlin Siemensstadt-Fürstenbrunn                   | Berlin Siemensstadt-Fürstenbrunn                   |
| Strecke · Strecke von links (außer Betrieb) | | ehem. S-Bahnstrecke von Gartenfeld                 | ehem. S-Bahnstrecke von Gartenfeld                 |
| Strecke mit Straßenbrücke · Strecke mit Straßenbrücke (Strecke außer Betrieb) | | A 100 (Rudolf-Wissell-Brücke)                      | A 100 (Rudolf-Wissell-Brücke)                      |
| Strecke quer · Kreuzung geradeaus unten · Abzweig ehemals geradeaus und von rechts | | von Westend                                        | von Westend                                        |
| Strecke von rechts · Strecke · Strecke | | von Westkreuz                                      | von Westkreuz                                      |
| Brücke über Wasserlauf · Brücke über Wasserlauf · Brücke über Wasserlauf | | Spree                                              | Spree                                              |
| Strecke · Haltepunkt / Haltestelle · S-Bahn-Halt | 5,7 | Berlin Jungfernheide                               | Berlin Jungfernheide                               |
| Brücke über Wasserlauf · Brücke über Wasserlauf · Brücke über Wasserlauf | | Charlottenburger Verbindungskanal                  | Charlottenburger Verbindungskanal                  |
| Strecke · Strecke · S-Bahnhof | | Berlin Beusselstraße                               | Berlin Beusselstraße                               |
| Dienststation / Betriebs- oder Güterbahnhof · Dienststation / Betriebs- oder Güterbahnhof · Strecke | 3,3 | Berlin-Moabit                                      | Berlin-Moabit                                      |
| Strecke · Strecke · S-Bahn-Halt | | Berlin Westhafen                                   | Berlin Westhafen                                   |
| Strecke · Strecke · Abzweig ehemals geradeaus und nach links | | nach Wedding                                       | nach Wedding                                       |
| Strecke nach links · Kreuzung geradeaus unten und links · Kreuzung geradeaus unten (Strecke geradeaus außer Betrieb) | | nach Gesundbrunnen und HuL                         | nach Gesundbrunnen und HuL                         |
| Abzweig geradeaus und von links · Kreuzung geradeaus unten (Strecke geradeaus außer Betrieb) | | von Gesundbrunnen                                  | von Gesundbrunnen                                  |
| Strecke · Abzweig geradeaus und von links (Strecke außer Betrieb) | | von Wedding (geplant)                              | von Wedding (geplant)                              |
| Strecke von links (außer Betrieb) · Abzweig geradeaus und ehemals nach rechts · Strecke (außer Betrieb) | |                                                    |                                                    |
| Strecke (außer Betrieb) · Tunnelanfang · Tunnelanfang (Strecke außer Betrieb) | | Tunnel Nord-Süd-Fernbahn                           | Tunnel Nord-Süd-Fernbahn                           |
| Kreuzung geradeaus unten (Strecke geradeaus außer Betrieb) · Turmbahnhof (im Tunnel) · S-Bahn-Turmhaltepunkt (Strecke geradeaus außer Betrieb) (im Tunnel) | 0,0 | Berlin Hbf Lehrter Bf (tief), Stadtbahn            | Berlin Hbf Lehrter Bf (tief), Stadtbahn            |
| Kopfbahnhof Streckenende (Strecke außer Betrieb) · Strecke (im Tunnel) · Strecke (außer Betrieb) (im Tunnel) | 0,0 | Berlin Lehrter Bahnhof                             | Berlin Lehrter Bahnhof                             |
| Strecke (im Tunnel) · Strecke (außer Betrieb) (im Tunnel) | | nach Südkreuz                                      | nach Südkreuz                                      |

Die Bahnstrecke Berlin–Lehrte ist eine mehrgleisige, überwiegend elektrifizierte Hauptbahn in Berlin, Brandenburg, Sachsen-Anhalt und Niedersachsen. Sie führt in Ost-West-Richtung von Berlin nach Lehrte bei Hannover. Sie besteht aus der zweigleisigen, elektrifizierten Schnellfahrstrecke Hannover–Berlin und der zwischen Berlin und Wolfsburg parallel verlaufenden Stammstrecke.

## Streckenbeschreibung
Die heute bestehende, 239 Kilometer lange Strecke verläuft vom Hauptbahnhof in Berlin in westlicher Richtung nach Berlin-Spandau (Havelbrücke), von dort weiter über Rathenow (Havelbrücke), Stendal (Elbebrücke bei Hämerten), Oebisfelde, Wolfsburg sowie Gifhorn (Elbe-Seitenkanal-Tunnel) und mündet im Bahnhof Lehrte in die Strecke von Braunschweig nach Hannover.
Die Stammstrecke verläuft zwischen Berlin-Staaken und Wolfsburg-Fallersleben parallel zur neugebauten Schnellfahrstrecke. Während auf der elektrifizierten Neubaustrecke Geschwindigkeiten von 250 km/h möglich sind, ist die Stammstrecke weitgehend nur eingleisig und nicht elektrifiziert, hier liegt die Höchstgeschwindigkeit bei 120 km/h. Verbindungen zwischen den beiden Strecken bestehen nur an wenigen Betriebsstellen, so dass zum Teil über 50 Kilometer kein Streckenwechsel möglich ist. Zwischen Abzweig Ribbeck und Abzweig Bamme verlaufen beide Strecken auf 17 km Länge im selben Gleis, die Höchstgeschwindigkeit liegt hier bei 200 km/h. Die Strecke von Wolfsburg-Vorsfelde bis Lehrte wurde ebenfalls für 200 km/h ausgebaut.

### Streckenverlauf
Ausgangsbahnhof war ursprünglich der Lehrter Bahnhof in Berlin etwa dort, wo sich heute Berlin Hauptbahnhof als aktueller Endpunkt befindet. Bis Spandau verläuft die Bahnstrecke gebündelt mit der Bahnstrecke Berlin–Hamburg, hernach teilen sich die beiden Magistralen in spitzem Winkel und die hier zu beschreibende Strecke verläuft sehr geradlinig trassiert nahezu genau westwärts. Sie nutzt dabei die Nauener Platte und auch das Havelländische Luch, ehe in Rathenow die Havel überbrückt wird. Weiter geht es topographisch durch das Land Schollene zur Elbekreuzung und nach Stendal, von dort aus durch die Altmark (Stendaler Land) nach Gardelegen und hernach durch die Klötzer Heide und den Drömling nach Oebisfelde, dem früheren Grenzort in der Allerniederung. Östlich von Oebisfelde überbrückt die Bahnstrecke noch den Mittellandkanal, westlich geht es über Wolfsburg in der Allersenke geradlinig über Gifhorn nach Lehrte.

## Geschichte

### Bau und Betriebsentwicklung

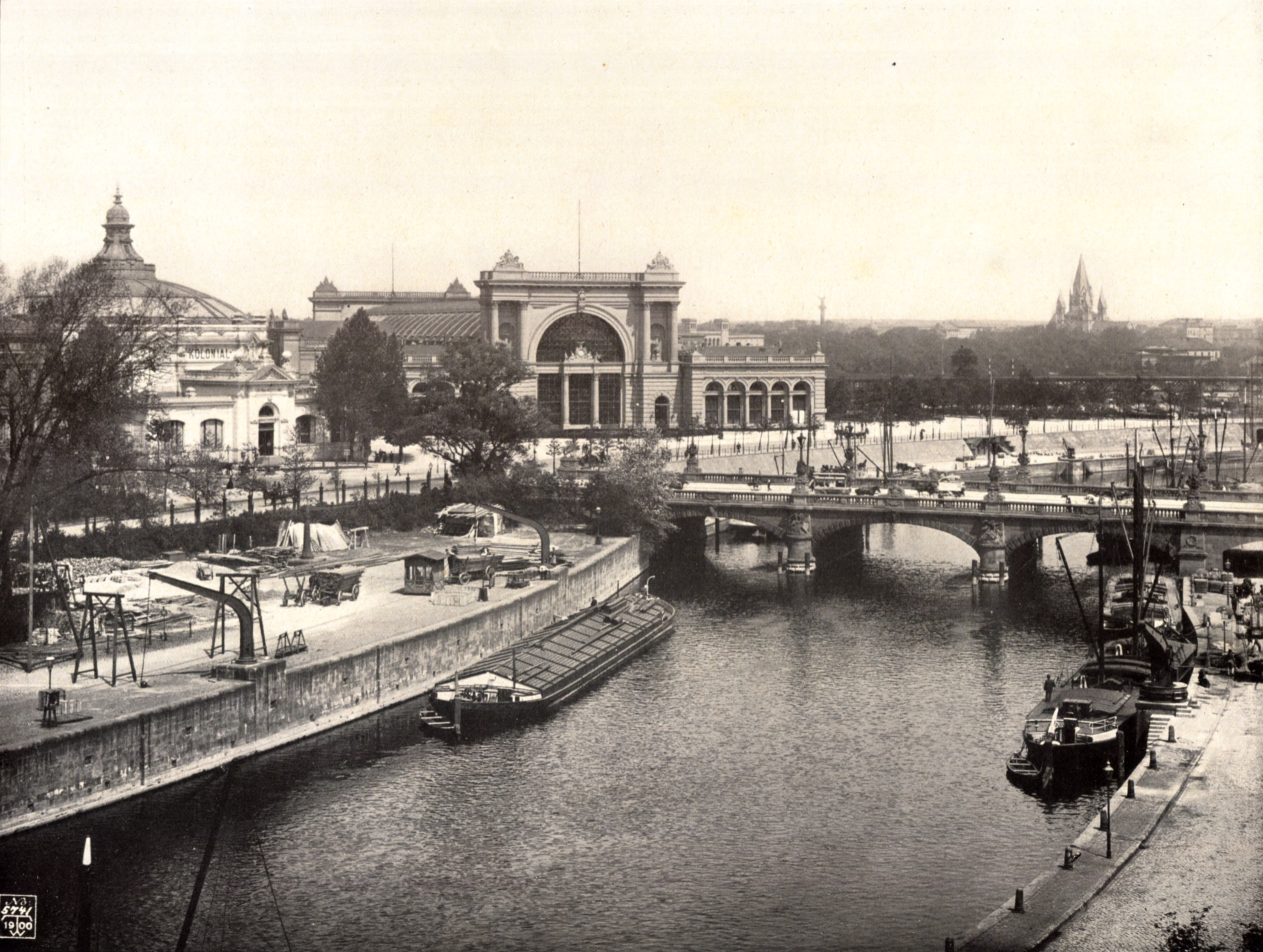
Der Lehrter Bahnhof in Berlin im Jahr 1900

Die Magdeburg-Halberstädter Eisenbahngesellschaft (MHE) erhielt 1867 die Konzession zum Bau dieser Bahn sowie einer Abzweigung von Stendal über Salzwedel nach Uelzen, der sogenannten Amerikalinie. Die Strecke sollte den Verkehr zwischen Berlin und Hannover im Vergleich zur bereits vorhandenen Verbindung über Potsdam, Magdeburg, Oschersleben, Wolfenbüttel und Braunschweig verkürzen, sie wurde zweigleisig erbaut und ging in folgenden Etappen in Betrieb:
- 15. März 1870: Stendal–Salzwedel
- 1. Februar 1871: Gardelegen–Stendal–Spandau Lehrter Bahnhof
- 15. Juli 1871: Spandau–Berlin Lehrter Bahnhof
- 1. November 1871: Lehrte–Gardelegen für den Güterverkehr, am 1. Dezember 1871 auch für den Personenverkehr

Die Berlin-Lehrter Eisenbahn wurde im Dezember 1879 durch Kauf der MHE Eigentum des Königreichs Preußen. Zusammen mit anderen Gesellschaften wurde die MHE am 1. Juli 1886 liquidiert und somit Teil der Preußischen Staatseisenbahnen. Auf Berliner (Charlottenburger) Gebiet wurden die Anlagen der Lehrter Bahn mit denjenigen der noch separat liegenden Hamburger Bahn baulich und betrieblich immer mehr vereinigt. Dieser Prozess war mit der Trennung von Personen- und Güterverkehr von Berlin bis zur Umgehungsbahn zwischen Wustermark und Nauen, dem Neu- und Umbau des Spandauer Personenbahnhofs und der Eröffnung des Verschiebebahnhofs Wustermark vor dem Ersten Weltkrieg abgeschlossen.

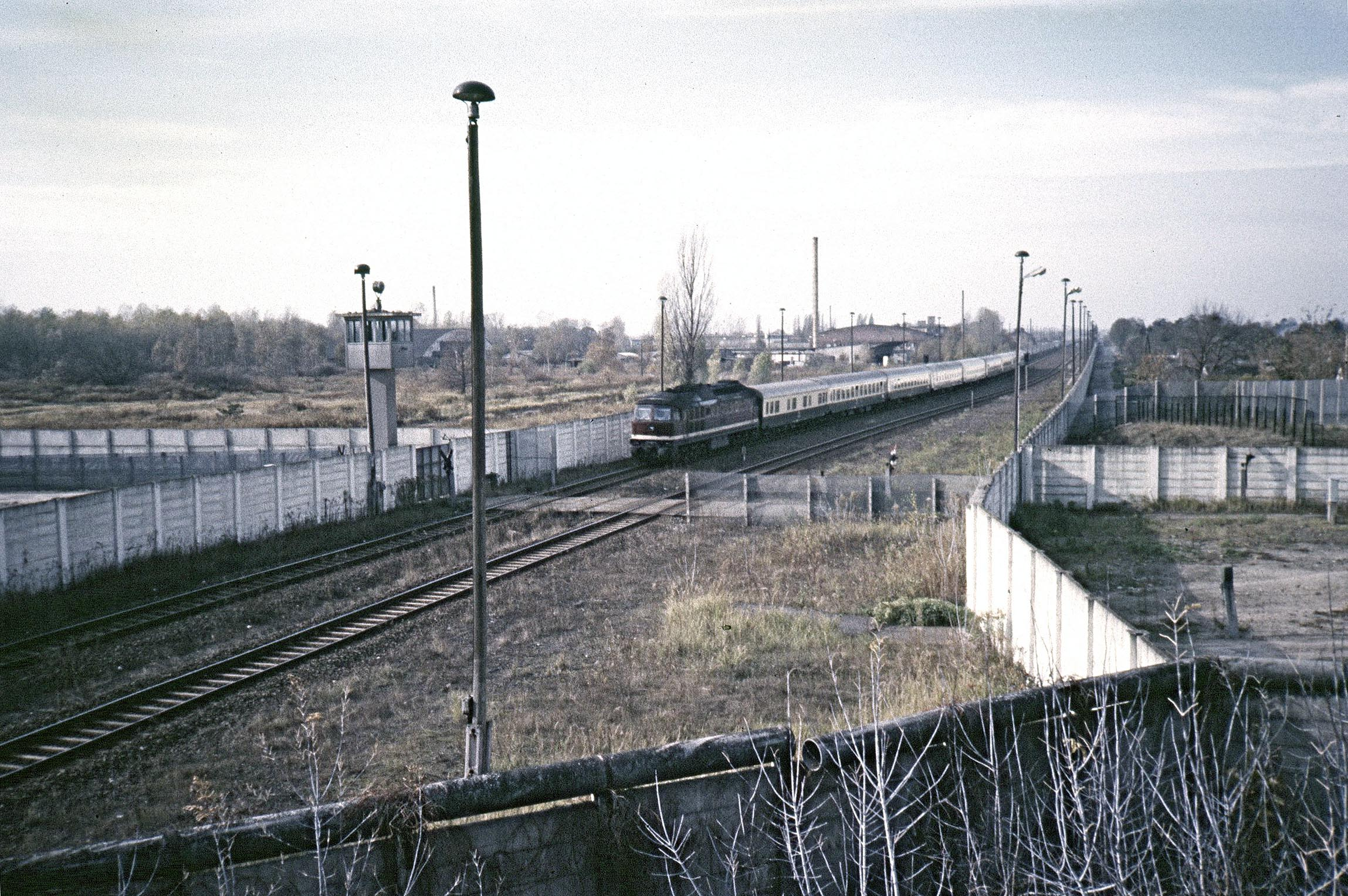
Transitzug aus Hamburg durchfährt die Grenzanlagen am Bahnhof Staaken, 1986

Die Bahnlinie erlangte im Personen- und Güterverkehr der Reichshauptstadt mit Hannover, dem Ruhrgebiet und Bremen immer mehr Bedeutung. Mit der Teilung Deutschlands nach dem Zweiten Weltkrieg verlor die Strecke den Personenfernverkehr weitgehend. Aufgrund der Reparationen in der Sowjetischen Besatzungszone waren ihre Bahnanlagen auf ein Mindestmaß reduziert, was teilweise zu kuriosen, zeitaufwendigen Betriebsabläufen bei Zugkreuzungen geführt hat. In Berlin wurde der verbleibende Verkehr auf andere Strecken und Bahnhöfe konzentriert, so dass 1952 der Lehrter Bahnhof den Betrieb einstellte und schließlich 1958 endgültig abgerissen wurde.
1974 wurde mit dem 970 m langen Elbe-Seitenkanal-Tunnel eine Unterfahrung des neu errichteten Elbe-Seitenkanals etwa 50 m südlich der bisherigen Strecke fertiggestellt.
Ab 1976 benutzten die Interzonenzüge zwischen Berlin und Hamburg die Lehrter Bahn zwischen Wustermark und Berlin. Dazu wurde der neue Kontrollbahnhof Staaken eingerichtet. Nach der deutschen Vereinigung verkehrten ab 1991 wieder Fernzüge von Berlin nach Hannover.
Die Strecke zwischen Lehrte und Wolfsburg wurde Ende der 1980er Jahre modernisiert und mit Drucktastenstellwerken ausgerüstet, dabei wurden auch zahlreiche nicht mehr benötigte Weichen und Nebengleise entfernt.

### Entwicklung der Hamburger und Lehrter Bahn in Berlin
Zum Anschluss an die neue Berliner Ringbahn entstand 1879 bei Fürstenbrunn eine Verbindung zum Güterbahnhof Charlottenburg-Westend (heute Westend). Diese Verbindung wurde 1882 als Lehrter Stadtbahnanschluss zum Bahnhof Berlin-Charlottenburg erweitert, um eine Verknüpfung für Reisezüge der Lehrter Bahn zur neuen Berliner Stadtbahn herzustellen. Zum gleichen Zweck war ebenfalls 1882 für die Hamburger Bahn der Hamburger Stadtbahnanschluss zwischen Ruhleben und dem Bahnhof Berlin-Charlottenburg in Betrieb gegangen.
Durch die Verstaatlichung konnten die nebeneinander liegenden Bahnanlagen und ihr Verkehr in Berlin und Spandau zur Hamburg und Lehrter Bahn zusammengefasst und neu geordnet werden:
- Verlegung des Personenverkehrs der Hamburger Bahn in den Lehrter Bahnhof von Berlin und Schließung des Hamburger Bahnhofs im Oktober 1884.
- Zusammenlegung der Güterbahnhöfe in Berlin zum Berlin Hamburger u Lehrter Gbf, kurz Berlin H u L, bis Mai 1893.
- Neuordnung des Lehrter Bahnhofes und des Hamburger Bahnhofes in Spandau zu Güterbahnhof (westlich der Havel) und Personenbahnhof (östlich der Havel) zwischen 1888 und 1892. Erst wenige Jahre zuvor (1885) war hier ein Gütergleis gebaut worden, um „außerhalb von Berlin“ überhaupt eine Verknüpfung zwischen den beiden Bahnen herzustellen.
- Gleichzeitig wurden die beiden Gleispaare zwischen Berlin und Spandau nicht mehr nach ihren Richtungen (Hamburg, Lehrte), sondern getrennt nach Personen- und Güterverkehr befahren. Die Lehrter Bahn wurde hier zur Strecke ausschließlich für Güterzüge. Im Bereich des erweiterten Bahnhof Moabit kam es im Zusammenhang mit dem viergleisigen Ausbau der Ringbahn ebenfalls zu Veränderungen.

Der Bahnhof Putlitzstraße erlaubte ab 1898 erstmals das Umsteigen zwischen den Nordringzügen und den Vorortzügen Spandau–Berlin Lehrter Bahnhof. Weitere Stationen für die Züge der Lehrter Bahn wurden eröffnet:
- in Staaken (1900)
- in Fürstenbrunn (1905) für die Arbeiter in Siemensstadt
- in Jungfernheide (1908)

### Großer Umbau der Spandauer Bahnanlagen

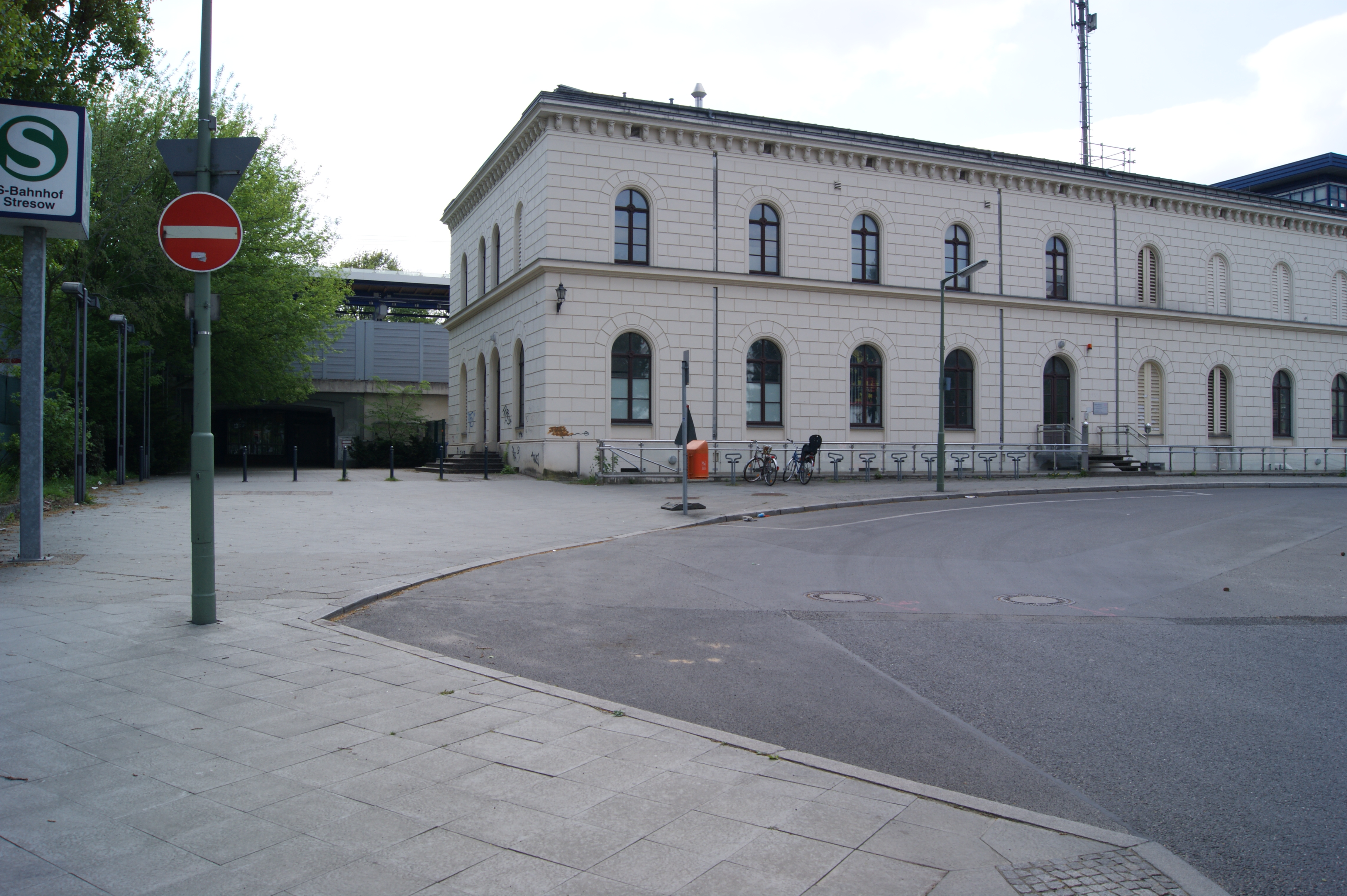
Empfangsgebäude des alten Spandauer Bahnhofs (bis 1997), jetzt S-Bahnhof Berlin-Stresow

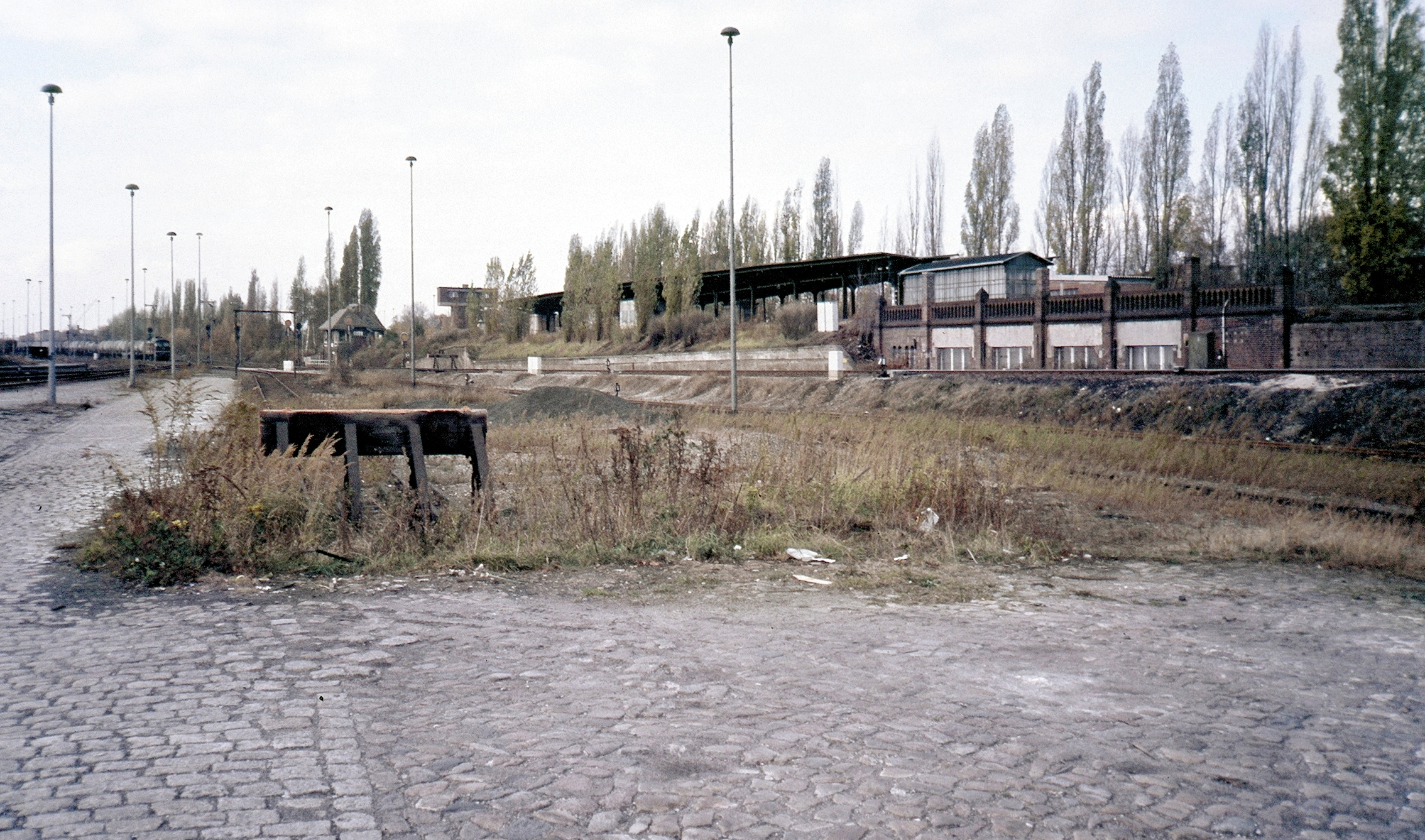
Bahnhof Spandau West und Güterbahnhof Spandau, 1986

Der stetig wachsende Fernreise-, Vorort- und Güterverkehr machte den durchgreifenden Umbau der Spandauer Bahnanlagen von 1905 bis 1912 notwendig. Auch sollten Aufgaben im Güterverkehr, für die die Berliner Bahnanlagen zu eng geworden waren, nach außen verlagert werden.
Zwischen Ruhleben und dem Güterbahnhof Spandau wurde die alte, zuletzt für den Güterverkehr genutzte Trasse der Lehrter Bahn aufgegeben und eine neue acht- bzw. sechsgleisige Bahnstrecke in Dammlage im Verlauf der Hamburger Bahn geschaffen. Für den Personenfern-, Vorort- und Güterverkehr gab es jeweils eigene Gleise.
Westlich des Spandauer Güterbahnhofes (Spandau West) entstanden 1908 neue Personenzuggleise für die Lehrter Bahn, die erst an der Ortsgrenze zu Staaken von der Hamburger Bahn abzweigen. Wie schon vorher östlich von Spandau konnten die ursprünglichen Gleise der Lehrter Bahn dadurch auch hier nur dem Güterverkehr dienen. Sie nahmen die Güterzüge, nicht nur Richtung Hannover, sondern auch nach Hamburg auf. Ab 1909 ging der Verschiebebahnhof Wustermark in Betrieb, der Rangieraufgaben von Spandau und teilweise den Berliner Bahnhöfen Moabit und H u L übernahm. 1911 wurde der Güterbahnhof Ruhleben für den Verkehr mit mehreren Anschlussbahnen eröffnet.
Gleichzeitig wurden für den steigenden Vorortverkehr mit der Berliner Stadtbahn besondere Vorortgleise eingerichtet und bis zum neuen Vorortbahnhof Spandau West (eröffnet 1910) westlich der Havel geführt. 1911 ging die Spandauer Vorortbahn, die am Bahnhof Heerstraße vom Hamburger Stadtbahnanschluss abzweigte und über die Stationen Rennbahn (bereits 1909 eröffnet) sowie Pichelsberg führt, vollständig in Betrieb.
Als bei der Verlegung des Stadtbahnanschlusses zwischen Heerstraße und Bahnhof Charlottenburg nach Südwesten auch dieser Abschnitt eigene Vorortgleise erhielt, wurde ab August 1928 der elektrische S-Bahn-Verkehr nach Spandau aufgenommen. Obwohl schon früher bis Wustermark geplant, erhielt die S-Bahn erst 1951 eine Verlängerung bis nach Staaken. 1980 wurde der S-Bahn-Verkehr wieder eingestellt und zwischen Spandau und Staaken bis heute nicht wieder eingerichtet.

### Bau der Schnellfahrstrecke
Hauptartikel: Schnellfahrstrecke Hannover–Berlin
In den 1980er Jahren entstand die Planung, die Lehrter Bahn zur Schnellfahrstrecke für den Transitverkehr zwischen West-Deutschland und West-Berlin auszubauen. Parallel zu vorhandenen Gleisen der Lehrter Bahn (Stammgleise) für den Binnenverkehr innerhalb der DDR, aber getrennt von ihnen, sollten die Transitgleise verlaufen.
Da zwischen Berlin und Rathenow elektrische Regionalzüge eingesetzt werden, können Bahnhöfe an den Stammgleisen wie Groß Behnitz nicht bedient werden.
Zwischen den Streckenkilometern 150 und 157 (Mieste–Miesterhorst) wurden allerdings während der Errichtung der Schnellfahrstrecke im Zuge des Ausbaus der Lehrter Bahn Oberleitungsmasten aus Beton ohne Ausleger und Oberleitung errichtet. Da der Ausbau während der Bauarbeiten mehrfach reduziert wurde, zeugen die Masten bis heute von der abgebrochenen Elektrifizierung der Bestandsstrecke. Ein 5,3 km langer Abschnitt zwischen Abzw Bamme und Rathenow wurde nachträglich im Jahr 2011 elektrifiziert, um während einer damals durchgeführten mehrmonatigen Fahrbahnsanierung der parallel liegenden Schnellfahrstrecke eine elektrifizierte Umleitungsstrecke zur Verfügung zu haben.
Zwischen den Kilometern 48 (Abzweig Ribbeck) und 65 (Abzweig Bamme) wurde die Lehrter Bahn von der Schnellfahrstrecke überbaut, um die Eingriffe in ein Naturschutzgebiet möglichst gering zu halten, sodass dieser Abschnitt von den Regionalbahnen mitgenutzt wird.

### Überlasteter Schienenweg
Am 11. November 2019 wurde die Strecke zwischen Berlin-Spandau Ost und Berlin Hauptbahnhof zum überlasteten Schienenweg erklärt.

### Unfälle
Am 16. Oktober 1917 ereignete sich im Bahnhof von Schönhausen (Elbe) ein schwerer Eisenbahnunfall: Ein Sonderzug mit Kindern fuhr auf einen Güterzug auf. 26 Menschen starben, 16 weitere wurden verletzt. 

Am 22. Januar 1941 erfolgte im Bahnhof Isenbüttel-Gifhorn (heute: Gifhorn) ein schwerer Auffahrunfall: Der Schnellgüterzug Dg 6120 fuhr auf den haltenden Wehrmachtszug W 94122 auf. 94 Menschen starben, weitere 156 wurden verletzt. 

Am 17. November 2022 kam es zu einem Auffahr- und Gefahrgutunfall zweier Güterzüge bei Leiferde. Die Strecke musste für mehr als drei Wochen gesperrt werden. 

## Aktuelle Nutzung
Der Personenfernverkehr nutzt heute fast ausschließlich die Schnellfahrstrecke, wobei planmäßig nicht alle Züge in Wolfsburg und Stendal halten. Dabei kommen ICE und mit elektrischen Lokomotiven bespannte Wagenzüge (Intercity, Flixtrain) zum Einsatz.

### Abschnitt Berlin–Rathenow
Die Regionalexpress-Linie RE 4 verkehrt seit dem 11. Dezember 2022 stündlich zwischen Rathenow und Berlin und weiter nach Jüterbog bzw. Falkenberg (Elster) und wird von DB Regio Nordost bedient. Zum Einsatz kommen Wendezüge aus vier Doppelstockwagen und Lokomotiven der Baureihen 146 oder 112. Zwischen Ostern und Ende Oktober ist hinter der Lok ein zusätzlicher Fahrradwagen eingereiht. 
Der Halt in Buschow wird nur alle zwei Stunden bedient. Auf Teilabschnitten im Berliner Stadtgebiet verkehren auch weitere Linien.

### Abschnitt Rathenow–Stendal
Zwischen Rathenow und Stendal kommen auf der Regionalbahn-Linie RB 34 LINT-Dieseltriebwagen der Hanseatischen Eisenbahn zum Einsatz. Die Züge fahren im Zweistundentakt über die Stammbahn. Seit Juni 2024 wird die Linie RE 4 ebenfalls im Zweistundentakt über Rathenow hinaus nach Stendal durchgebunden. Da die Stammbahn auf diesem Abschnitt nicht elektrifiziert ist, müssen die Elektrotriebwagen der Linie RE 4 über die Schnellfahrstrecke fahren, sodass die Halte zwischen Stendal und Rathenow nicht bedient werden können.

### Abschnitt Stendal–Wolfsburg
Zwischen Wolfsburg und Stendal betreiben die Regionalverkehre Start Deutschland die Linie RB 35 von Montag bis Freitag im Stundentakt, am Wochenende nur im Zweistundentakt. Zum Einsatz kommen Dieseltriebwagen vom Typ LINT 41.

### Abschnitt Wolfsburg–Hannover
Die metronom Eisenbahngesellschaft betreibt mit der Marke enno die Linie RE 30 im Stundentakt zwischen Hannover und Wolfsburg. Das Angebot wird in der Hauptverkehrszeit durch drei Verstärkerzugpaare mit Lastrichtung Hannover verstärkt. Zum Einsatz kommen Triebzüge vom Typ Alstom Coradia Continental aus dem Fahrzeugpool des Regionalverbands Großraum Braunschweig. Der Verkehrsvertrag läuft von 2015 bis 2025. In einer erneuten Ausschreibung wurden die Verkehre auch für den Zeitraum von 2025 bis 2038 an die metronom Eisenbahngesellschaft vergeben.
Die Züge sind mit Linienförmiger Zugbeeinflussung ausgerüstet, um die LZB-Teilblöcke zwischen Lehrte und Wolfsburg nutzen zu können.

## Weiterer Ausbau
Für die Jahre 2024[veraltet]–2027 ist für die Streckenabschnitte im Bereich Schönhausen und zwischen Nahrstedt und Gardelegen geplant, die Stammbahn zu elektrifizieren und auf 160 km/h Höchstgeschwindigkeit auszubauen. Außerdem sollen neue Weichen als Überleitverbindungen zur Schnellfahrstrecke eingebaut sowie die technische Ausrüstung der Strecke angepasst werden.
Ab 2025 soll die Schnellfahrstrecke im Abschnitt zwischen dem Abzweig Ribbeck und dem Abzweig Bamme für Geschwindigkeiten bis 250 km/h ausgebaut und mindestens ein zusätzliches Gleis im Streckenabschnitt Abzweig Ribbeck und Abzweig Bamme der Stammbahn gebaut werden. Außerdem sind die Elektrifizierung und Erhöhung der Geschwindigkeit auf 160 km/h in allen übrigen Bereichen der Lehrter Stammbahn sowie Anpassungsarbeiten in verschiedenen Bahnhöfen und an Abzweigstellen geplant.
Zwischen Wolfsburg-Fallersleben und Wolfsburg Hbf soll ein Haltepunkt Wolfsburg West eingerichtet werden.
Noch 2019 sollte eine Leistungsvereinbarung über Entwurfs- und Genehmigungsplanung für den Ausbau der Lehrter Stammbahn abgeschlossen werden.[veraltet]
Im dritten Gutachterentwurf des Deutschlandtakts ist vorgesehen, am Abzweig Nahrstedt parallele Fahrmöglichkeiten herzustellen (von der Schnellfahrstrecke Richtung Stendal, von Stendal in Richtung Gardelegen). Dafür sind, zum Preisstand von 2015, Investitionen von 14 Millionen Euro vorgesehen. Weitere 81 Millionen Euro sind für einen zweigleisigen Ausbau zwischen Uchtspringe, Vinzelberg und dem Abzweig Nahrstedt (einschließlich begleitender Bahnhofsmaßnahmen) geplant. Für 8 Millionen Euro sollen im Übrigen zusätzliche Weichenverbindungen zur Lehrter Bahn in Wustermark entstehen.